# Mukesh Tiwari
Mukesh Tiwari (ur. 24 sierpnia 1969 r. w Saugor, Madhya Pradesh) – bollywoodzki aktor. Zadebiutował w 1998 roku w filmie pt. China Gate. Za rolę policjanta przeżywającego przemianę duchową w Gangaajal (2003), uzyskał nominację do Nagrody Zee Cine dla Najlepszego Aktora Drugoplanowego oraz nominację do Nagrody Star Screen dla Najlepszego Aktora Drugoplanowego.
Gra role drugoplanowe, często u boku Ajay Devgana, w filmach zaangażowanych społecznie (Tango Charlie, Apaharan, Halla Bol, The Legend of Bhagat Singh, Gangaajal, krytykujących skorumpowanie policji i kryminalizację polityki, podejmujących tematykę konfliktu w Kaszmirze (Yahaan, LOC Kargil), historycznych, przedstawiających walkę o niepodległość Indii (Mangal Pandey, The Legend of Bhagat Singh).
Film Halla Bol z 2008 r. zawiera podziękowania dla niego.

## Filmografia
- Toonpur Ka Superhero (2009) jako inspektor Kitkite
- Horn 'OK' Pleassss (2009)
- Khallballi: Fun Unlimited (2008)
- Desh Drohi (2008) jako Rajan Naik
- Golmaal Returns (2008)
- Haal-e-Dil (2008)
- One Two Three (2008) jako D'Mello 'Papa' Yadav
- Sunday (2008/I) jako Havaldar Anwar
- Halla Bol (2008)
- My Name Is Anthony Gonsalves (2008) jako Maqsood
- Benaam (2008)
- Saanncha (2008) jako Shambu
- Buddha Mar Gaya (2007) jako Ranjeet L. Kabadiya
- Undertrial (2007)
- Game (2007/I) jako Hitman
- Kachchi Sadak (2006) jako Shyamlal
- Golmaal: Fun Unlimited (2006) jako Vasuli
- Alag: He Is Different (2006) jako Singh
- Aatma (2006) jako Vikram Malhotra
- Ho Sakta Hai (2006) jako Kushaba
- Jigyaasa (2006) jako Qamaal Hussain
- Teesri Aankh (2006) jako Dinesh
- Apaharan (2005) jako Anwar Khan
- Mangal Pandey (2005) jako Bakht Khan
- Yahaan (2005)
- Kasak (2005) jako Ronak Singh
- Shabnam Mausi (2005) jako Madan Pandit
- Tango Charlie (2005) jako oficer armii pakistańskiej
- Yehi Hai Zindagi (2005) jako Pintya
- Taarzan: The Wonder Car (2004) jako Kailash Chopra (4-ty partner)
- Dukaan: Pila House (2004) jako inspektor Gokhale
- Hawas (2004) jako inspektor policji w Dubaju (Rashid)
- LOC Kargil (2003) jako major Asthana
- Patth (2003)
- Zameen (2003) jako Baba Zaheer Khan
- Gangaajal (2003) jako Bachcha Yadav
- Hawayein (2003)
- Hawa (2003) jako psychiatra – egzorcysta (Tantrik)
- Dhund: The Fog (2003) jako Vikram
- Kaash... Hamara Dil Pagal Na Hota (2003) jako komentator
- Pyaasa (2002)
- Kuch Tum Kaho Kuch Hum Kahein (2002)
- The Legend of Bhagat Singh (2002) (jako on sam) jako więzień
- Aap Mujhe Achche Lagne Lage (2002) jako Raman Dholakia
- Farz (2001) jako Sikandar
- Mitti (2001) jako Pagla Jaan
- Ghaath (2000) jako Ishwar Mohanlal Ghodbole
- Aaghaaz (2000) jako Danny Mendoza
- Refugee (2000) jako Tausif
- China Gate (1998) jako Jageera